# Bernhard Press
Bernhard Press (* 14. August 1917 in Riga; † 2001 in Berlin) war ein deutschbaltischer Pathologe.

## Leben
Press studierte von 1936 bis 1938 Medizin an der Universität Florenz. 1939 leistete er seinen Militärdienst in der lettischen Armee ab, 1940 dann in der Roten Armee. Nach dem Einmarsch deutscher Truppen wurde Bernhard Press zusammen mit seinem Vater, dem Arzt Oskar Press, in das Ghetto Riga deportiert. Während eines Arbeitseinsatz außerhalb des Ghettos konnten beide fliehen und entgingen so den Erschießungskommandos vom 30. November und 8. Dezember 1941 in Riga. Die Mutter wurde am 30. November 1941 mit über 15.000 anderen Juden im Massaker von Rumbula erschossen. Vater und Sohn überlebten bis zur Befreiung 1944 im Untergrund.
1944 setzte er sein Studium an der Universität Riga fort, wo er 1946 das Staatsexamen ablegte. Anschließend war er bis 1951 Assistent am Lehrstuhl für Pathologie an der Universität Riga. Aufgrund einer geplanten Flucht in den Westen wurde Press zu 25 Jahren Arbeitslager im nordsibirischen Norilsk verurteilt. 1956 wurde entlassen und rehabilitiert und wurde nun Kandidat am Lehrstuhl für Pathologie an der Universität Riga. 1962 wurde er habilitiert, ab 1968 war er dann ordentlicher Professor für Pathologische Anatomie an der Universität Kursk. Von 1970 bis 1979 arbeitete er am Forschungsinstitut für Hämatologie in Riga. 1979 emigrierte er nach Westberlin, wo er 1980 Honorarprofessor für Pathologie am Klinikum Steglitz der Freien Universität Berlin wurde. 1985 wurde er pensioniert.

## Veröffentlichungen
- Morphological changes in human tumours treated by Thio-Thepa. In: Acta Unio Internationalis contra Cancrum. Bd. 20 (1964), S. 419f.
- Fluorescent staining techniques inearly diagnosis of tussue alterations. In: Experimenta. Bd. 21 (1965), S. 613f.
- „Errungenschaften“ der sowjetischen Medizin in Lettland. Freie Universität, Osteuropa-Institut, Berlin 1983 (Medizinischer Literaturdienst / Osteuropa-Institut an der Freien Universität Berlin. Jahresbeilage; 1983), ISBN 3-921374-29-4.
- Judenmord in Riga 1941–1945. Wolff, Berlin 1988.
- Judenmord in Lettland 1941–1945. Metropol, Berlin 1992 (Reihe Dokumente, Texte, Materialien / Zentrum für Antisemitismusforschung der Technischen Universität Berlin; 4), ISBN 3-926893-13-3.
  - engl. Übersetzung: The murder of the Jews in Latvia 1941–1945. Northwestern University Press, Evanston, Illinois 2000, ISBN 0-8101-1728-2.